# Bruce McCune
Bruce Pettit McCune (nacido en 1952) es un liquenólogo, botánico, ecólogo vegetal y desarrollador de software para el análisis de datos ecológicos estadounidense.

## Publicaciones

### Artículos
- McCune, Bruce (1988). «Ecological Diversity in North American Pines». American Journal of Botany 75 (3): 353-368. PMC 7159465. doi:10.1002/j.1537-2197.1988.tb13450.x.
- Lesica, Peter; McCune, Bruce; Cooper, Stephen V.; Hong, Won Shic (1991). «Differences in lichen and bryophyte communities between old-growth and managed second-growth forests in the Swan Valley, Montana». Canadian Journal of Botany 69 (8): 1745-1755. doi:10.1139/b91-222.
- McCune, Bruce (1993). «Gradients in Epiphyte Biomass in Three Pseudotsuga-Tsuga Forests of Different Ages in Western Oregon and Washington». The Bryologist 96 (3): 405-411. JSTOR 3243870. doi:10.2307/3243870.
- McCune, Bruce (1997). «Influence of Noisy Environmental Data on Canonical Correspondence Analysis». Ecology 78 (8): 2617. ISSN 0012-9658. doi:10.1890/0012-9658(1997)078[2617:IONEDO]2.0.CO;2.
- McCune, Bruce; Dey, Jonathan; Peck, Jeri; Heiman, Karin; Will-Wolf, Susan (1997). «Regional Gradients in Lichen Communities of the Southeast United States». The Bryologist 100 (2): 145-158. JSTOR 3244043. doi:10.1639/0007-2745(1997)100[145:RGILCO]2.0.CO;2.
- McCune, Bruce; Dey, Jonathan P.; Peck, Jerilynn E.; Cassell, David; Heiman, Karin; Will-Wolf, Susan; Neitlich, Peter N. (1997). «Repeatability of Community Data: Species Richness versus Gradient Scores in Large-Scale Lichen Studies». The Bryologist 100 (1): 40-46. JSTOR 3244385. doi:10.1639/0007-2745(1997)100[40:ROCDSR]2.0.CO;2.
- McCune, Bruce (2000). «Lichen Communities as Indicators of Forest Health». The Bryologist 103 (2): 353-356. JSTOR 3244162. S2CID 85678375. doi:10.1639/0007-2745(2000)103[0353:LCAIOF]2.0.CO;2.
- McCune, Bruce; Rosentreter, Roger; Ponzetti, Jeanne M.; Shaw, David C. (2000). «Epiphyte Habitats in an Old Conifer Forest in Western Washington, U.S.A.». The Bryologist 103 (3): 417. ISSN 0007-2745. S2CID 20259878. doi:10.1639/0007-2745(2000)103[0417:EHIAOC]2.0.CO;2.
- Sillett, Stephen C.; McCune, Bruce; Peck, Jerilynn E.; Rambo, Thomas R.; Ruchty, Andrea (2000). «Dispersal Limitations of Epiphytic Lichens Result in Species Dependent on Old-Growth Forests». Ecological Applications 10 (3): 789. ISSN 1051-0761. doi:10.1890/1051-0761(2000)010[0789:DLOELR]2.0.CO;2.
- Ponzetti, Jeanne M.; McCune, Bruce P. (2001). «Biotic Soil Crusts of Oregon's Shrub Steppe: Community Composition in Relation to Soil Chemistry, Climate, and Livestock Activity». The Bryologist 104 (2): 212. ISSN 0007-2745. S2CID 36446687. doi:10.1639/0007-2745(2001)104[0212:BSCOOS]2.0.CO;2.
- McCune, Bruce; Keon, Dylan (2002). «Equations for potential annual direct incident radiation and heat load». Journal of Vegetation Science 13 (4): 603-606. doi:10.1111/j.1654-1103.2002.tb02087.x.
- Lesica, P.; McCune, B. (2004). «Decline of arctic‐alpine plants at the southern margin of their range following a decade of climatic warming». Journal of Vegetation Science 15 (5): 679-690. doi:10.1111/j.1654-1103.2004.tb02310.x.
- McCune, B. (2006), Nonparametric multiplicative regression for habitat modeling., Oregon State University.
- McCune, Bruce (2006). «Non-parametric habitat models with automatic interactions». Journal of Vegetation Science 17 (6): 819-830. doi:10.1111/j.1654-1103.2006.tb02505.x.
- McCune, Bruce (2007). «Improved estimates of incident radiation and heat load using non- parametric regression against topographic variables». Journal of Vegetation Science 18 (5): 751-754. doi:10.1111/j.1654-1103.2007.tb02590.x.

### Libros
- con Trevor Goward & Del Meininger: The Lichens of British Columbia, Part 1. 1994.
- con Trevor Goward: Macrolichens of the Northern Rocky Mountains. 1995.
- con Linda Geiser: Macrolichens of the Pacific Northwest. 1997.
- con James Grace: Analysis of Ecological Communities. 2002.
- con Roger Rosentreter: Biotic Soil Crust Lichens of the Columbia Basin. 2007.
- con otros autores: Montana Lichens: An Annotated List. 2014.